# Starostynci
Starostynci (ukr. Старостинці) – wieś na Ukrainie, w obwodzie winnickim, w rejonie winnickim, w hromadzie Pohrebyszcze. W 2001 liczyła 619 mieszkańców, spośród których 606 wskazało jako ojczysty język ukraiński, 9 rosyjski, 1 węgierski, 1 niemiecki, a 2 inny

## Urodzeni
- Iwan Trejko